# El Lago
El Lago è un centro abitato degli Stati Uniti d'America situato nella contea di Harris dello Stato del Texas.
La popolazione era di 2.706 persone al censimento del 2010.

## Geografia fisica
El Lago è situata a 29°34′20″N 95°02′37″W (29.572147, -95.043680).
Secondo lo United States Census Bureau, ha un'area totale di 0,7 miglia quadrate (1,8 km²), di cui 0,6 miglia quadrate (1,6 km²) di terreno e 0,1 miglia quadrate (0,26 km²), o 8,45%, d'acqua.

## Società

### Evoluzione demografica
Secondo il censimento del 2000, c'erano 3.075 persone, 1.303 nuclei familiari e 870 famiglie residenti nella città. La densità di popolazione era di 4.709,3 persone per miglio quadrato (1.826,6/km²). C'erano 1.409 unità abitative a una densità media di 2,157.8/sq mi (837,0/km²). La composizione etnica della città era formata dal 94,50% di bianchi, lo 0,78% di afroamericani, lo 0,46% di nativi americani, l'1,40% di asiatici, lo 0,07% di isolani del Pacifico, l'1,37% di altre razze, e l'1,43% di due o più etnie. Ispanici o latinos di qualunque razza erano il 5,04% della popolazione.
C'erano 1.303 nuclei familiari di cui il 27,0% aveva figli di età inferiore ai 18 anni, il 58,1% aveva coppie sposate conviventi, il 6,0% aveva un capofamiglia femmina senza marito, e il 33,2% erano non-famiglie. Il 27,2% di tutti i nuclei familiari erano individuali e il 5,4% aveva componenti con un'età di 65 anni o più che vivevano da soli. Il numero di componenti medio di un nucleo familiare era di 2,35 e quello di una famiglia era di 2,89.
La popolazione era composta dal 22,1% di persone sotto i 18 anni, il 6,0% di persone dai 18 ai 24 anni, il 30,3% di persone dai 25 ai 44 anni, il 29,0% di persone dai 45 ai 64 anni, e il 12,6% di persone di 65 anni o più. L'età media era di 41 anni. Per ogni 100 femmine c'erano 108,5 maschi. Per ogni 100 femmine dai 18 anni in giù, c'erano 106,4 maschi.
Il reddito medio di un nucleo familiare era di 66.223 dollari e quello di una famiglia era di 90.446 dollari. I maschi avevano un reddito medio di 66.000 dollari contro i 40.302 dollari delle femmine. Il reddito pro capite era di 33.454 dollari. Circa il 2,2% delle famiglie e il 3,0% della popolazione erano sotto la soglia di povertà, incluso il 3,0% di persone sotto i 18 anni e l'1,8% di persone di 65 anni o più.